# Докодонти
Докодонти (Docodonta) — ряд викопних мезозойських ссавцеподібних (просунутих цинодонтів, тісно пов'язаних зі ссавцями вінцевої групи). Не дивлячись на невелике різноманіття видів, вони були доволі розповсюджено групою, оскільки виникли й розповсюдились вони по всій Лавразії (Пн. Америка, Азія і Європа) та деякі з них були виявлені також на Гондвані. Відомі, переважно, за ізольованими зубами та фрагментами щелеп. Докодонти, в основному, були рослиноїдними або комахоїдними, хоча деякі — Castrocauda — харчувались рибою.
Всі вони мали невеликі розмірами, довжина черепа близько 3 см. Самі ж зовні нагадували сучасних пацюків. Імовірно, навіть, найбільші представники досягали не більше 18 см у довжину. Дрібні розміри пов'язані із прихованим способом життя, що характерно майже для всіх мезозойських ссавців. Їх природними ворогами були дрібні юрські рептилії та дрібні динозаври. Очевидно, вели нічний, сутінковий або нічний і сутінковий спосіб життя. Елементи посткраніального скелета відомі тільки для Haldanodon. Судячи із ямок на кістках, вони мали міцні прикріплення м'язів на кінцівках, що вказує на фізично активний спосіб життя — риття і плавання.
Викопні рештки Haldanodon виявлені в породах болотного вугілля, що свідчить про напівводний спосіб життя або життя біля водойми, до того ж будова кісток Castrocauda вказує на це. Очевидно, докодонти жили на берегах водойм, рили нори, в яких жили, а їжу добували з цих водойм. Мали примітивні щелепи й доволі складні зуби. Щелепи не могли сильно розкриватись, тому вони не мали ефективного механізму жування. Моляриформні зуби поперечно розширені. Окклюзія характерна для різки і пробивання, жування сприяло дробленню і, можливо, подрібненню їжі. Така оклюзія характерна для харчування комахами та іншими безхребетними. Докодонти проявляють примітивні риси, які в них залишились від синапсид — наявна суглобна кістка нижньої щелепи, квадратна кістка черепа, яка у більш розвинених ссавців перетворюється в слухову кістку середнього вуха. Відносно велика «septomaxilla». Середнє вухо представлене тільки однієї кісткою — стремінцем. Коракоїдальна частина лопаткової кістки (на прикладі Haldanodon) більш розвинена, ніж у прогресивних цинодонтів та «Morganucodon» i «Mezogastrodon», також в повній редукції прокоракоїда і відсутності прокораїдального отвору.
У всіх докодонтів менший туберкул більший за великий, тому, очевидно вони мали ходьбу притаманну для рептилій. Докодонти були однієї із гілок різних базальних ссавців, які диференціювались від спільних предків у кінці тріасу. Підчас юрського періоду докодонти диференціювали на 2 напрямки — перший суто азійський, другий європо-американський. На межі пізньої юри — ранньої крейди вони всі вимерли, не залишивши нащадків.